# Чи-Ха
Тип 97, «Ся Синся 2597 Чи-Ха», «2597», «Чи-Ха» (яп. 九七式中戦車 кю:нанасики тю:сэнся) — японский средний танк времён Второй мировой войны. Средним считался по японской классификации, по массе относился к лёгким танкам. Название танка происходит от слов «средний» (яп. 中 тю:, записывается катаканой как チュウ) и «восемь» (яп. ハ ха), см. Ироха.
Разработан компанией «Мицубиси» в 1935—1937 годах, серийно производился с 1938 по 1943 год. Второй по массовости (после «Ха-Го») японский танк Второй мировой войны, «Чи-Ха» составлял основу японских бронетанковых сил и активно использовался на всех театрах военных действий, где воевали японские войска.

## История создания
К середине 1930-х средний танк Тип 89, составлявший основу японских бронетанковых войск, безнадёжно устарел и требовал замены. По заданию высшего командования, к 1936 году были разработаны два прототипа будущего среднего танка — «Чи-Ни», весом 9,8 тонн, разработанный специалистами из арсенала Осаки и 15-тонный «Чи-Ха», разработанный фирмой «Мицубиси». Генеральный штаб отдавал предпочтение меньшему и более дешёвому «Чи-Ни», но испытания обоих прототипов, проведённые в 1937, показали, что характеристики «Чи-Ни», в том числе скоростные, далеки от требуемых, а самое главное, новый танк ненамного превосходил уже находившийся в производстве лёгкий танк «Ха-Го». Анализ боевых действий в Китае указывал на необходимость принятия на вооружение более подвижного, защищённого и мощнее вооружённого танка, что и послужило причиной выбора в итоге «Чи-Ха».
Массовое производство «Чи-Ха» было начато вскоре после окончания активных боевых действий в Китае фирмой «Мицубиси» при участии фирм «Сийсакуси» и «Нихон Сейкосё», а также фирмой «Хитачи» и арсеналом в Сагами. Всего с 1938 по 1943 было произведено 2123 танка, включая 757 машин модификации «Шинхото Чи-Ха». Кроме того, некоторое число последних было получено переделкой из обычных «Чи-Ха».

## Описание конструкции
«Чи-Ха» имел компоновку с задним расположением двигателя и передним — агрегатов трансмиссии, отделение управления объединено с боевым. Экипаж танка состоял из четырёх человек: механика-водителя, стрелка, заряжающего и командира, выполнявшего также функции наводчика.

### Броневой корпус и башня
«Чи-Ха» имел слабо дифференцированную противопульную броневую защиту, с ограниченным применением рациональных углов наклона. Броневой корпус и башня танка собирались из катаных поверхностно закалённых броневых листов толщиной 8,5, 10, 11, 12, 17, 20, 25 и 27 мм. Сборка осуществлялась на каркасе из подкладных полосок и уголков, при помощи болтов и заклёпок с пулестойкими головками, сварка почти не применялась.
Броневой корпус танка имел сложную, асимметричную в верхней части форму, с надгусеничными нишами. Лобовая часть корпуса имела ступенчатую форму, рубки механика-водителя и стрелка в верхней её части выполнялись из гнутых бронелистов толщиной 27 мм, расположенных под углом в 15°. Средняя часть состояла из бронелистов толщиной 17 мм, расположенных под углом в 82°, ближе ко лбу машины переходивших в лист толщиной 20 мм, расположенный под углом в 65°. Нижняя часть лобовой брони представляла собой 27-мм бронелист, изогнутый под углом от 27° в верхней своей части до 60° в нижней. Борта корпуса в нижней части были вертикальны и выполнялись с каждой стороны из трёх бронелистов, среднего толщиной 25 мм и лобового с кормовым, толщиной 20 мм. Верхняя часть бортов состояла из 20-мм бронелистов, расположенных под углом от 25° до 40°. Кормовая часть выполнялась также из 20-мм бронелистов, расположенного под углом в 67° верхнего и гнутого нижнего. Днище корпуса имело толщину в 8,5 мм, крыша — 12 мм в районе подбашенной коробки и 10 мм в районе моторного отделения.
Двухместная башня «Чи-Ха» имела коническую, с небольшой кормовой нишей, форму и устанавливалась на шариковой опоре на крыше боевого отделения, с заметным смещением в правую половину танка. Стенки башни и броневая маска орудия имели толщину в 25 мм и располагались под углом от 10° до 12° к вертикали, крыша башни имела толщину в 10 мм. На крыше башни располагалась командирская башенка.
Для посадки и высадки экипажа служили два люка: для командира и заряжающего — двустворчатый в крыше командирской башенки, для механика-водителя и стрелка — одностворчатый в крыше боевого отделения, над местом стрелка. Кроме этого в корпусе имелись многочисленные люки, служившие для доступа к агрегатам двигателя и трансмиссии, а часть крыши и бортов моторного отделения и вовсе была выполнена броневыми жалюзи.

### Вооружение
Основным вооружением танка являлась 57-мм полуавтоматическая танковая пушка Тип 97 с длиной ствола 18,4 калибра / 1049 мм. Масса ствола и казённой части пушки составляла 62,5 кг, масса всего орудия в сборе — 133 кг. Орудие размещалось в лобовой части башни на горизонтальных и вертикальных цапфах, позволявших его наводку в вертикальной плоскости в пределах −9…+21° и в горизонтальной — в пределах ±10°. Какие-либо механизмы наводки отсутствовали, наведение пушки осуществлялось свободным её качанием при помощи плечевого упора. Боекомплект орудия состоял из 120 унитарных выстрелов, размещавшихся в стеллажах в боевом отделении. В стандартный боекомплект входили 80 осколочных и 40 бронебойных снарядов.
| Боеприпасы 57-мм танковой пушки Тип 97 |        |                    |                   |             |                       |
| Тип снаряда                            | Марка  | Масса выстрела, кг | Масса снаряда, кг | Масса ВВ, г | Дульная скорость, м/с |
| бронебойный остроголовый               | Тип 92 |                    | 2,58              | 103         | 400—420               |
| осколочный                             |        |                    | 2,36              | 250         | 355                   |

| Таблица бронепробиваемости для 57-мм танковой пушки Тип 97, в мм |    |     |     |     |     |      |      |
| Снаряд \ Расстояние, м | 25 | 100 | 250 | 500 | 750 | 1000 | 1250 |
| Бронебойный (угол встречи 0°) | 23 | 22  | 20  | 17  | 13  | 12   | 11   |
| Следует помнить, что в разное время и в разных странах использовались различные методики определения бронепробиваемости. Как следствие, прямое сравнение с аналогичными данными других орудий часто оказывается невозможным. |    |     |     |     |     |      |      |

Дополнительное вооружение «Чи-Ха» составляли два 7,7-мм пулемёта Тип 97, расположенных стандартно для японских танков — один пулемёт в кормовой нише башни и один слева в лобовом листе корпуса. Пулемёты располагались в установках на вертикальных и горизонтальных цапфах, прикрытой полусферическим броневым щитком, порой в литературе ошибочно именуемой шаровой. Также на крыше башни располагался кронштейн для установки дополнительного зенитного пулемёта того же типа. Стандартный боекомплект пулемётов составлял 3825 патронов в магазинах: 2475 с обычной пулей и 1350 с бронебойной.

### Средства наблюдения и связи
Радиостанция на танках первоначально предусмотрена не была. Позднее радиостанции начали устанавливать на командирских машинах, от командира взвода и выше, за счёт сокращения боекомплекта. Их характерным внешним отличием являлась поручневая антенна вокруг башни, которую вскоре сменили на штыревую, для маскировки ценных машин. Линейным танкам командир был вынужден отдавать приказы прежним способом — при помощи сигнальных флажков.

### Двигатель и трансмиссия
«Чи-Ха» оборудовались двухтактным V-образным 12-цилиндровым дизелем «Мицубиси» Тип 97 воздушного охлаждения мощностью 170 л. с.
Трансмиссия состояла из редуктора, четырёхступенчатой коробки передач с понижающей передачей, карданного вала, бортовых фрикционов и одноступенчатых бортовых редукторов.

### Ходовая часть
Подвеска «Чи-Ха» выполнялась по стандартной для японских танков системе Т. Хара, в которой катки были попарно подвешены на качающихся балансирах, при помощи системы рычагов и тяг соединённых со спиральными пружинами в горизонтальных трубах по бокам корпуса. По сути, она представляла собой подвеску лёгкого танка «Ха-Го» с дополнительными передними и задними катками с независимой подвеской типа Кристи, при помощи рычагов соединёнными с наклонными спиральными пружинами, открыто закреплёнными на борту.
Ведущие катки передние, зацепление гусениц цевочное. Гусеницы стальные мелкозвенчатые, с одним гребнем, каждая из 96 траков с шагом 120 мм и шириной 330 мм.

## Модификации

### «Шинхото Чи-Ха»
«Шинхото Чи-Ха» был разработан в 1939 году с целью повышения явно недостаточных противотанковых возможностей «Чи-Ха». Эта модификация отличалась новой башней с установленной в ней длинноствольной 47-мм пушкой. Несмотря на меньший калибр, за счёт высокой начальной скорости снаряда новое орудие значительно превосходило 57-мм пушку в бронепробиваемости. Танки этого варианта выпускались до 1943 года наряду с «Чи-Ха» базовой версии.

### «Чи-Ха» со 120-мм пушкой
Разработанный по заказу морской пехоты вариант «Чи-Ха», вооружённый короткоствольной 120-мм морской пушкой с дульным тормозом в башне «Шинхото Чи-Ха». Выпускался в небольших количествах во второй половине войны.

### «Чи-Ки (Ши-ки)»
Командирский вариант «Чи-Ха», предназначавшийся для командиров полков и батальонов. Отличался отсутствием в занятой радиооборудованием башне 57-мм орудия, ставилась на месте лобового пулемёта 37-мм пушка и на крыше устанавливалась подковообразная поручневая антенна. На некоторых машинах на башне крепился деревянный макет орудия.
По некоторым данным, было выпущено от 20 до 40 таких машин, некоторые применялись в боях на Малайе, вероятно в составе 3-й танковой бригады. Также командирские машины видны на фотографиях из танковой школы в Чибе (Chiba).

## Машины на базе «Чи-Ха»
Будучи долгое время наиболее тяжёлым из доступных японцам танковых шасси, «Чи-Ха» послужил основой для большого количества машин самого разнообразного назначения.

### САУ
«Чи-Ха Лонг Ган» (che-ha long gun)
Самоходная противотанковая САУ на базе «Чи-Ха», вооружённая длинноствольным 120-мм корабельным орудием. Выпущен всего один экземпляр в 1945 году. По замыслу японцев эта САУ должна была остановить наступление американских военных сил. Была заказана серия данных САУ, но из-за поражения Японии проект был заброшен.

#### «Хо-Ро»
Самоходная гаубица на базе «Чи-Ха», полученная установкой 150-мм гаубицы Тип 38 в открытую сверху и сзади рубку на месте башни. Выпущено всего 12 или 13 штук в 1941—1943 годах.

#### «Хо-Ни»
Серия самоходных артиллерийских установок (САУ), производившихся в 1942—1945 годах на базе «Чи-Ха». Конструктивно были схожи с «Хо-Ро», лишь «Хо-Ни III» получила новую полностью закрытую броневую рубку. В литературе эти САУ часто относят к противотанковым, но основным их назначением являлась огневая поддержка. Вооружение «Хо-Ни» I и III составляли 75-мм пушки Тип 1 и Тип 3, соответственно, а «Хо-Ни II» была вооружена 105-мм гаубицей Тип 91. САУ «Хо-Ни», выпущенные в количестве около 170 штук, стали единственными относительно массовыми японскими САУ Второй мировой.

#### Прототипы
Также во второй половине войны японцы разработали целый ряд САУ на базе «Чи-Ха», большая часть которых так и осталась на бумаге, либо не зашла дальше постройки опытных образцов.
- САУ Тип 2 «Ку-Се» с 75-мм горной пушкой Тип 94, установленной в рубке по типу «Хо-Ро»;
- САУ «Хо-Чи» со 155-мм пушкой в аналогичной рубке;
- Различные варианты ЗСУ с 37, 75 или 120-мм орудиями.

### Машины специального назначения на базе «Чи-Ха»

#### Бронированная лесоповалочная машина «Хо-К»
Выпущенная в количестве 40 экземпляров в 1941 году лесоповалочная машина на базе «Чи-Ха». Первоначально «Хо-К» поступили в дислоцированные в Маньчжурии инженерные части и предполагались к использованию в Сибири в грядущем наступлении на СССР, но в связи с изменением обстановки были переброшены в Новую Гвинею, где использовались при строительстве аэродромов в джунглях.

#### Бронированная ремонтно-эвакуационная машина «Се-Ри»
В 1941—1943 годах на базе «Чи-Ха» были собраны две или три БРЭМ «Се-Ри». Стандартная башня заменялась на них на небольшую башенку с 7,7-мм пулемётом Тип 97, а в кормовой части устанавливалась стрела крана грузоподъёмностью в 5 тонн. В сочетании с лебёдкой и установкой двигателя «Мицубиси» Тип 100 мощностью 240 л. с. это позволяло осуществлять в полевых условиях ремонт и эвакуацию средних танков, но в серийное производство машина так и не пошла.

## Сохранившиеся экземпляры
До нашего времени в музеях сохранилось лишь 3 танка «Чи-Ха», помимо них известно ещё 11, в основном повреждённых в боях машин.
- Индонезия — национальный музей в Маланге.
- Китайская Народная Республика — Народно-революционный военный музей Китая[англ.] в Пекине
- Япония:
  - Храм Ясукуни.
  - Танковая школа Японской Императорской армии (повреждённый в бою «Чи-Ха»).
- Россия:
  - Государственный военно-технический музей в селе Ивановское под Черноголовкой, Московская область (танк на ходу).
  - остров Шумшу, Курильские острова (повреждённый в бою «Чи-Ха»).
  - .Музей бронетанкового вооружения и техники в подмосковной Кубинке — Парк «Патриот» (модификация «Shinhoto»)
- Помимо этого, ещё 9 повреждённых в боях или брошенных экипажами и находящихся в плохом состоянии «Чи-Ха» находятся на островах Сайпан, Гуадалканал и острове Герцога Йоркского в Новой Гвинее.